# 浅石恵八

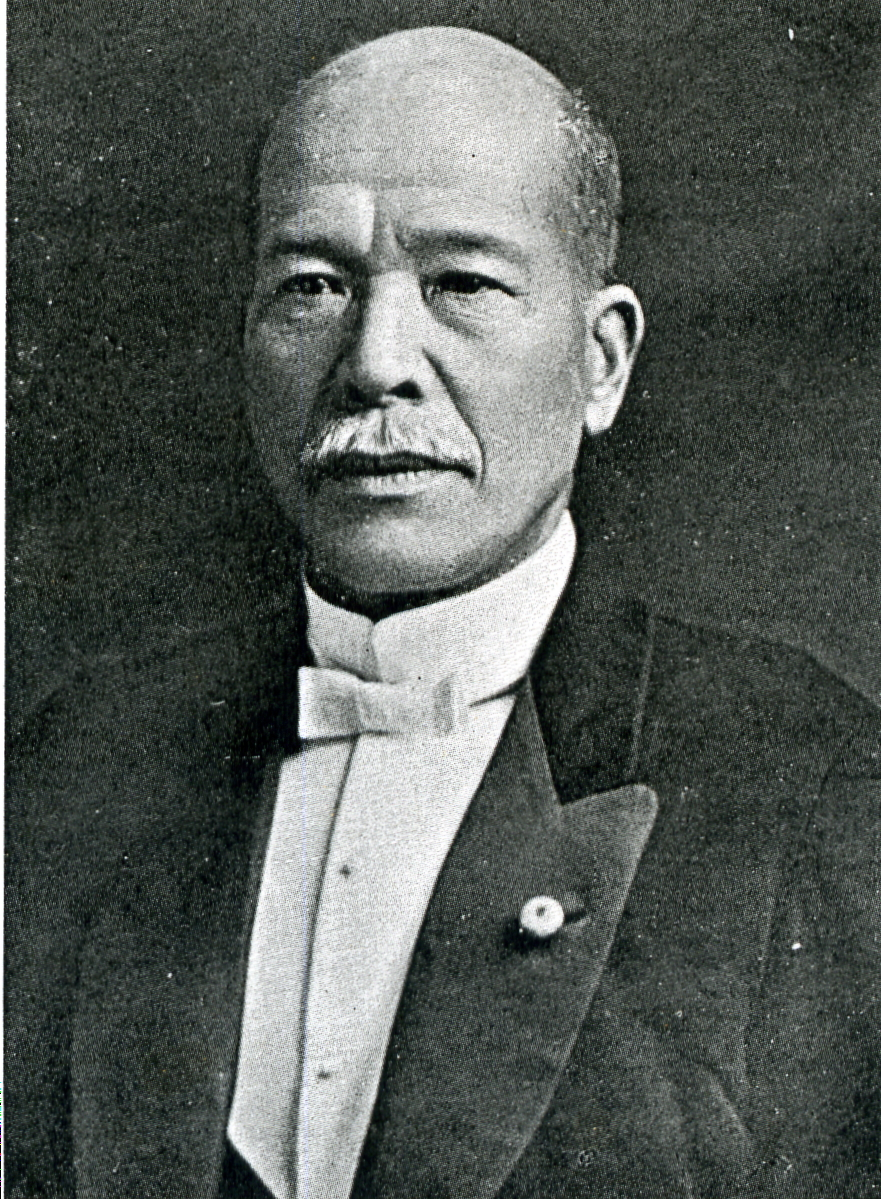
浅石恵八

浅石 恵八（あさいし えはち、1864年3月17日（元治元年2月10日） - 1941年（昭和16年）2月5日）は、日本の衆議院議員（立憲政友会）。

## 経歴
阿波国那賀郡坂野村（現在の徳島県小松島市）に、浅石卯太郎の長男として生まれる。坂野村会議員、坂野村長、那賀郡会議員、那賀郡参事会員、那賀郡会議長、徳島県会議員などを歴任した。
1920年（大正9年）、第14回衆議院議員総選挙に出馬し、当選。以後、当選回数は3回を数えた。その他、阿波木炭株式会社社長を務めた。